# Primula whitei
Primula whitei  (лат.) — многолетнее травянистое растение рода первоцвет (Primula), достигает в высоту от 10 до 15 см.
Растение встречается в Тибете, Непале и индийском штате Ассам.
Синоним — Primula bhutanica H.R.Fletcher